# Мних Роман Володимирович
Мних Роман Володимирович (* 20 лютого 1966, село Біле) — польський та український вчений, доктор (габілітований) гуманітарних наук у галузі слов'янознавства, 2004-2019 - професор Природничо-гуманітарного університету  в Сєдльцах (Польща, Uniwersytet Przyrodniczo-Humanistyczny w Siedlcach [Архівовано 16 березня 2022 у Wayback Machine.]), з 2019 - працює у Варшавському університеті.
Народився 20 лютого 1966 у селі Біле Перемишлянського району Львівської області. 
Після закінчення середньої школи у Дунаєві, навчався на філологічному факультеті Дрогобицького педагогічного інституту імені Івана Франка, спеціалізуючись у галузі російської та польської філологій.  Після закінчення навчання в інституті (1990) вступив до аспірантури Донецького державного університету за спеціальністю «Теорія літератури». У 1994 році захистив дисертацію «Жанрова еволюція елегії у літературі XX століття» (науковий керівник — доктор філологічних наук, професор Михайло Гіршман). Навчання продовжував у докторантурі Донецького національного університету та у Берліні (Freie Universität Berlin). У 2003 році захистив габілітацію «Категория символа и библейская символика в поэзии 20 века» у Польщі, в Університеті Марії К'юрі-Склодовської у Любліні (UMCS), у 2023 році отримав звання професора.
Стипендіат DAAD, KAAD, Lise Meitner Fonds, Kurt Tucholsky Stiftung, а також Австрійської Академії Наук.
Коло наукових інтересів охоплює німецьку філософію ХХ століття (Ернст Кассірер та його слов'янська рецепція), герменевтику, теорію символу та теорію літературних жанрів, творчість Яна Амоса Коменського, Анни Ахматової, Райнера Марії Рільке, Бруно Шульца, наукову спадщину Дмитра Чижевського.

## Твори
- Категория символа и библейская символика в поэзии 20 века. Lublin: Wydawnictwo Uniwersytetu Marii Curie-Skłodowskiej 2002, 255 с. ISBN 83-227-1927-2

- Дрогобичанин Бруно Шульц. Видавництво «Коло». Siedlce-Drohobycz 2006, 160 с. ISBN 966-7996-55-7

- Ivan Franko im Kontext mit Theodor Herzl und Martin Buber. Antisemitismus und Philosemitismus in Ostgalizien 1886—1916. Hrsg. von Erhard Roy Wiehn. Hartung-Gorre Verlag Konstanz 2012, 134 S. ISBN 978-3-86628-415-9 & ISBN 978-3-86628-415-2

- «Poetik und Hermeneutik». Bibliografia zawartości tomów I—XVII. «Colloqua Litteraria Sedlcensia». Studia minora. Volumen IV. Siedlce 2012  ISSN 2081-3546 (współautor — Natalia Pawluch).·
- «Тії незримії скрижалі, незримим писані пером» [Архівовано 9 січня 2014 у Wayback Machine.] // historians.in.ua. Четвер, 02 лютого 2012, 01:55·
- Іван Франко і євреї // http://www.historians.in.ua/index.php/doslidzhennya/937-roman-mnykh-ivan-franko-i-ievrei [Архівовано 7 квітня 2014 у Wayback Machine.]
- Запах как дискурс в поэзии Анны Ахматовой, "Новая русистика". Международный журнал современной филологической и ареальной русистики. 2008, № 2.  Vydavatel Česká asociaceslavistů, Brno 2008, c. 11-19. // https://digilib.phil.muni.cz/handle/11222.digilib/116213 [Архівовано 16 липня 2019 у Wayback Machine.]
- Іван Франко і єврейство. Wydawnictwo Naukowe Instytutu Kultury Regionalnej i Badań Literackich im. Franciszka Karpińskiego. Siedlce 2018. ISBN 978-83-64884-14-6, 526.
- "Рецептивная эстетика" Дмитрия Чижевского. Wydawnictwo Naukowe Instytutu Kultury Regionalnej i Badań Literackich im. Franciszka Karpińskiego. Siedlce 2021. ISBN 978-83-64884-70-2, 590 c.

Редагування
- Науковий редактор видавничих серій «Colloquia Litteraria Sedlcensia», «Slavica Opuscula Sedlcensia», «Studia Comeniana Sedlcensia», Colloquia Judaica", «Labyrinthi».